# ورستلينغورته (بيدفوردشير)
ورستلينغورته (بالإنجليزية: Wrestlingworth)‏ هي قرية تقع في المملكة المتحدة في شرق انجلترا.